# Rhynchostegium cacticola
Rhynchostegium cacticola là một loài Rêu trong họ Brachytheciaceae. Loài này được (Müll. Hal.) Paris miêu tả khoa học đầu tiên năm 1898.